# Трачка гробница у Свештарију
Трачка гробница у Свештарију налази се 2,5 km југозападно од села Свештари односно 42 километара североисточно од Разграда, у североисточној Бугарској.
Откривена 1982. ова трачка гробница из 3. века п. н. е. одражава основне структуралне принципе трачких култних грађевина. Гроб има јединствени архитектонски декор, полихромне пола-човек, пола-биљка каријатиде и осликане мурале. Десет женских фигура је исклесано у дубоком рељефу на зидовима централне одаје и лунете као украси на своду су једини до сада пронађени примерци на трачкој земљи. То је значајан подсетник на културу Гета (такође познатих као Дачани), трачког народа који је био у додиру с хеленистичким и хиперборејским светом.